# Orékhovo (Bélgorod)
|  | Per a altres significats, vegeu «Orékhovo». |

Orékhovo - Орехово (rus) - és un poble de l'óblast de Bélgorod, a Rússia. El 2010 tenia 99 habitants. Pertany al districte (raion) de Valuiki.